# Festival Internacional da Canção de Viña del Mar
O Festival Internacional da Canção de Viña del Mar é um festival musical organizado anualmente durante o mês de fevereiro na cidade de Viña del Mar, Chile. O Festival de Viña del Mar ou Festival de Viña é organizado desde 1960 e é o festival musical mais importante da América Hispânica e um dos mais importantes da América Latina.
O evento, que se realiza no anfiteatro do parque Quinta Vergara, com uma capacidade que supera os 15.000 espectadores, é transmitido desde 2007 pelo Canal 13 da Universidade Católica do Chile, pela Televisão Nacional do Chile a todo o país e pela TV Chile ao resto do mundo, sendo este um dos eventos culturais mais importantes do verão latino-americano. Apesar da concorrência internacional, as canções populares continuam sendo importante atração do evento.

## História

### Os primeiros anos
A origem do festival é bastante modesta. Graças à iniciativa, em 1960, de Carlos Ansaldo, diretor do Departamento de Turismo e Relações Públicas da Municipalidade de Viña del Mar, um grupo de músicos foi convocado para entreter uma exposição de alunos da Escola de Belas Artes nos Jardins do Parque Quinta Vergara. O êxito desta primeira versão permitiu que, em 1964, se construísse um modesto anfiteatro ao ar livre, cujo cenário de madeira estava cercado por uma "concha acústica", ajudando a projetar o som até o público, além de proteger os artistas das noites fria de Viña del Mar. Com o tempo, esta concha se transformou em um ícone do festival. O público se sentava nas cadeiras de madeira sobre o piso de terra e muitos espectadores se postavam nas colinas adjacentes à Quinta e sobre as copas das árvores próximas, dando um claro ar provinciano ao evento.
Gradualmente o Festival de Viña del Mar se transformou no evento de verão mais importante do Chile.

### Transmissão televisiva e internacionalização
Durante a década de 1970, o Festival começou a massificar-se, especialmente desde 1972, quando se outorgaram o direitos de transmissão à Televisão Nacional do Chile. Durante estes mesmos anos, a tensão política do momento se fez presente. Em 1971, representantes da União Soviética foram aplaudidos por seu apoio à Unidade Popular. No ano seguinte, a sul-africana Miriam Makeba foi vaiada pelo público de direita ao dedicar seu tema Pata-Pata ao Presidente Salvador Allende. No início de 1973, a situação se tornou caótica pelo choque, na categoria folclórica, entre Quilapayún, representante da Nueva Canción Chilena, e Los Huasos Quincheros, que participavam com uma canção escrita por Pablo Neruda.
Em 1974, um ano após o Golpe de Estado de 11 de setembro, a realização da categoria folclórica do festival foi suspensa. Apesar disso, o evento começou a ganhar importância crescente. Neste mesmo ano, o evento foi transmitido pela primeira vez ao exterior: Argentina, Espanha, Peru, República Dominicana, África do Sul, Venezuela e os países associados à Eurovisão assitiram, pela primeira vez, o evento em que o regime militar chileno tratava de apresentar o festival no país como forma de abrandar as críticas ao regime.
Em 1978, a transmissão do festival foi o primeiro programa televisivo no Chile transmitido em cores. Deu-se, assim, um passo importante à internacionalização do evento, pois uma estação europeia o transmitiu para a Espanha e outros países europeus. Desde 1993 se licita por 3 anos a transmissão intregral do Festival à rede chilena Megavisión, em co-produção com a rede Televisa do México. Em 1996 os direitos de transmissão foram renovados por três anos mais. Em 1999 o Canal 13 da Universidade Católica do Chile passou a transmitir o evento, em contrato que durou até o ano de 2006.
No segundo semestre de 2020, havia incertezas quanto à realização da versão do Festival de Viña correspondente ao ano 2021 devido à pandemia COVID-19. Canais TVN e 13 solicitaram a suspensão do evento; no entanto, o Ilustre Município de Viña indeferiu o pedido, causando polêmica. A prefeita de Viña del Mar, Virginia Reginato, analisou a decisão de realizar a 62ª versão do Festival, e em 10 de novembro de 2020 foi confirmada a suspensão do Festival de Viña para 2021, pela primeira vez em sua história, devido a para a crise de saúde.
Para a 64ª versão do festival será transmitido pela Mega entre os anos 2025-2028.

## "El Monstruo"
É uma tradição que o público do Festival demonstre abertamente seu apoio ou desgosto com os artistas que ali se apresentam, assim como os concorrentes nas competições. Como resultado, a mídia chilena apelidou o público do Festival de "El Monstruo" ("O Monstro"). Ganhar o apoio do "El Monstruo" geralmente tem um impacto direto na popularidade de um artista nos países da América Latina. Isso é particularmente verdadeiro para estrelas pop de língua espanhola. Por outro lado, vaiar artistas fora do palco não é incomum.
Os artistas concorrem nas competições regulares do Festival por um dos três prêmios, atribuídos por esta ordem: "Antorcha de Plata" (Tocha de Prata), "Antorcha de Oro" (Tocha de Ouro) e "Gaviota de Plata" (Gaivota de Prata). No entanto, a resposta do público pode exigir que um dos três prêmios - ou, progressivamente, todos os três - também sejam concedidos a um ato estabelecido à medida que sua apresentação evolua. Um artista que "dome o 'Monstruo' " ganhando todos os três prêmios recebe reconhecimento quase instantâneo como uma grande estrela pela mídia chilena e latino-americana.

## Músicas vencedoras

### Concurso Internacional
- Antes de 1968, o concurso só permitia compositores chilenos.
- Em 2000 o concurso incluiu as melhores músicas da história do festival.
- Em 2009, o concurso contou com ex-vencedores entre 2001 e 2008.
- Em 2010 teve um concurso com as músicas mais representativas dos países participantes.

| Evento  | Evento | País                       | Música                                     | Compositor                                                                               | Cantor                         |
| ------- | ------ | -------------------------- | ------------------------------------------ | ---------------------------------------------------------------------------------------- | ------------------------------ |
| I       | 1960   | Chile                      | "Viña"                                     | José Goles and Manuel Lira                                                               | Mario del Monte                |
| II      | 1961   | Chile                      | "Sin tu amor"                              | Óscar Olivares and Gilberto Ávila                                                        | Los Cuatro Duendes             |
| III     | 1962   | Chile                      | "Dime por qué"                             | María Pilar Larraín                                                                      | Los Cuatro Duendes             |
| IV      | 1963   | Chile                      | "Tan sólo una mirada"                      | Juan Vásquez                                                                             | Marco Aurelio                  |
| V       | 1964   | Chile                      | "Está de más"                              | Ricardo Jara                                                                             | Ginette Acevedo                |
| VI      | 1965   | Chile                      | "Como una ola"                             | María Angélica Ramírez                                                                   | Cecilia                        |
| VII     | 1966   | Chile                      | "Por creer en ti"                          | Marco Aurelio and Jaime Atria                                                            | Isabel Adams                   |
| VIII    | 1967   | Chile                      | "Cuando rompa el alba"                     | Willy Bascuñán                                                                           | Fresia Soto                    |
| IX      | 1968   | Spain                      | "Palabras"                                 | Jorge Domingo, Enrique Carnicer and Carmen Pons de Carnicer                              | Luz Eliana                     |
| X       | 1969   | Chile                      | "Mira, mira"                               | Scottie Scott                                                                            | Gloria Simonetti               |
| XI      | 1970   | Chile                      | "Canción a Magdalena"                      | Julio Zegers                                                                             | Julio Zegers                   |
| XII     | 1971   | Void contest by plagiarism | Void contest by plagiarism                 | Void contest by plagiarism                                                               | Void contest by plagiarism     |
| XIII    | 1972   | Países Baixos              | "Julie"                                    | Julio Bernardo Euson                                                                     | Euson                          |
| XIV     | 1973   | Chile                      | "Los pasajeros"                            | Julio Zegers                                                                             | Julio Zegers                   |
| XV      | 1974   | Itália                     | "Immagina"                                 | Giancarlo de Bellis                                                                      | Annarita Spinaci               |
| XVI     | 1975   | Greece                     | "Love Song"                                | H. Ballin, N. Ellineos and Kostas Karagiannopoulos                                       | Elpida                         |
| XVII    | 1976   | Chile                      | "Una noche de amor"                        | Carlos Baeza                                                                             | Roberto Viking Valdés          |
| XVIII   | 1977   | Israel                     | "Canción de amor"                          | Boaz Sharabi                                                                             | Nava Baruchin                  |
| XIX     | 1978   | Chile                      | "El tiempo en las bastillas"               | Fernando Ubiergo                                                                         | Fernando Ubiergo               |
| XX      | 1979   | Spain                      | "A tu regreso a casa"                      | Braulio                                                                                  | Braulio                        |
| XXI     | 1980   | Spain                      | "Dudando, dudando"                         | Julio Seijas and Augusto Algueró                                                         | Juan Sebastián                 |
| XXII    | 1981   | Alemanha Ocidental         | "Esperando"                                | Karl-Heinz Merkel and Cherry Laine                                                       | Cherry Laine                   |
| XXIII   | 1982   | Chile                      | "Ausencia"                                 | Juan Carlos Duque                                                                        | Juan Carlos Duque              |
| XXIV    | 1983   | Uruguai                    | "Alma, corazón y pan"                      | Gervasio                                                                                 | Gervasio                       |
| XXV     | 1984   | Chile                      | "Se te olvida"                             | Héctor Penrós Bañas                                                                      | Cristóbal                      |
| XXVI    | 1985   | Austrália                  | "Ya no puedo más"                          | K. C. Porter, Chris Turner and Lorenzo Toppano                                           | Lorenzo Toppano                |
| XXVII   | 1986   | República Dominicana       | "Para quererte"                            | José Antonio Rodríguez and Manuel Tejada                                                 | Maridalia Hernández            |
| XXVIII  | 1987   | Itália                     | "Kiss me"                                  | Antonio and Anna Maria de Salvatore                                                      | Desà                           |
| XXIX    | 1988   | Itália                     | "Senza te"                                 | Maurizio Piccoli and Gino Mescoli                                                        | Marco Del Freo                 |
| XXX     | 1989   | Colômbia                   | "Te propongo"                              | Fernando Garavito                                                                        | Edna Rocio                     |
| XXXI    | 1990   | Itália                     | "Non devi abbandonarmi mai"                | Angela Tarenzzi                                                                          | Piero Cotto                    |
| XXXII   | 1991   | Chile                      | "Tira la primera piedra"                   | Edgardo Riquelme and Sergio Bravo                                                        | Javiera Parra and Pedro Foncea |
| XXXIII  | 1992   | Chile                      | "Parece tan sencillo"                      | Juan Carlos Duque                                                                        | Fernando Casas                 |
| XXXIV   | 1993   | Itália                     | "In questo mondo"                          | Giuseppe Garibo                                                                          | Claudio Cirimele               |
| XXXV    | 1994   | Argentina                  | "Como ayer"                                | Claudia Brant and Daniel Tarrab                                                          | Claudia Brant                  |
| XXXVI   | 1995   | Chile                      | "Si tú te vas"                             | Cristian Fissore and René Calderón                                                       | Jossé                          |
| XXXVII  | 1996   | Itália                     | "Aria Ario"                                | Paolo Meneguzzi, Dino Melotti, M. Botoni and C. Isgro                                    | Paolo Meneguzzi                |
| XXXVIII | 1997   | Argentina                  | "Para vivir un dulce amor"                 | Víctor Heredia and Carlos Nilson                                                         | Carlos Elías                   |
| XXXIX   | 1998   | Chile                      | "Soy tal cual soy"                         | Álvaro Scaramelli                                                                        | Álvaro Scaramelli              |
| XL      | 1999   | Colômbia                   | "El aguacero"                              | Alejandro Gómez Cáceres                                                                  | Carolina Sabino                |
| XLI     | 2000   | França                     | "Laisse-moi le Temps" / "Let Me Try Again" | M. Jourdan and Caravelli / Paul Anka and Sammy Cahn                                      | Peabo Bryson                   |
| XLII    | 2001   | Argentina                  | "Ayer te vi"                               | Víctor Heredia                                                                           | Raly Barrionuevo               |
| XLIII   | 2002   | Argentina                  | "Soy tu ángel"                             | Ricardo Pald and Valeria Lynch                                                           | Oscar Patiño                   |
| XLIV    | 2003   | Espanha                    | "Este amor es tuyo"                        | Chema Purón                                                                              | Gisela                         |
| XLV     | 2004   | Chile                      | "Tus ojos"                                 | Alexis Venegas                                                                           | Alexis Venegas                 |
| XLVI    | 2005   | Peru                       | "Mi alma entre tus manos"                  | Jessica Sarango, Jorge Pardo and Andrés Landavere                                        | Jorge Pardo                    |
| XLVII   | 2006   | Costa Rica                 | "Dilo de una vez"                          | Humberto Vargas Valerio                                                                  | Humberto Vargas Valerio        |
| XLVIII  | 2007   | Espanha                    | "Cuando quieras volver"                    | Pedro Fernández and Valderrama Díaz                                                      | Materia Prima                  |
| XLIX    | 2008   | Itália                     | "La guerra dei trent' anni"                | Domenico Protino                                                                         | Domenico Protino               |
| L       | 2009   | Argentina                  | "Ayer te vi"                               | Víctor Heredia                                                                           | Emiliano Ríos                  |
| LI      | 2010   | Itália                     | "Volare"                                   | Domenico Modugno and Franco Migliacci                                                    | Simona Galeandro               |
| LII     | 2011   | Canadá                     | "Try Anything"                             | Chris Burke-Gaffney, Christopher Ward and Sierra Noble                                   | Sierra Noble                   |
| LIII    | 2012   | Itália                     | "Grazie a te"                              | Bruno Rubino, Giusseppe di Tella and Denise Faro                                         | Denise Faro                    |
| LIV     | 2013   | Islândia                   | "Because You Can"                          | Jonas Gladnikoff, Christina Schilling, Camilla Gottschalck, Örlygur Smári and Hera Björk | Hera Björk                     |
| LV      | 2014   | Canadá                     | "Hypnotized"                               | Jeffery Straker                                                                          | Jeffery Straker                |
| LVI     | 2015   | Itália                     | "Per fortuna"                              | Franco Simone                                                                            | Michele Cortese                |
| LVII    | 2016   | Chile                      | "Te quiero"                                | Lucía Covarrubias                                                                        | Cristián & Lucía               |
| LVIII   | 2017   | Espanha                    | "Dónde estabas tú"                         | Salvador Beltrán                                                                         | Salvador Beltrán               |
| LIX     | 2018   | Chile                      | "Cobarde"                                  | Gabriela Pulgar                                                                          | Gabriela Pulgar                |
| LX      | 2019   | Peru                       | "Ya no más"                                | Susan Ochoa                                                                              | Susan Ochoa                    |
| LXI     | 2020   | Chile                      | "Chillán"                                  | Vicente Cifuentes                                                                        | Vicente Cifuentes              |
| LXII    | 2023   | Chile                      | "Viento"                                   | Yorka                                                                                    |                                |
| LXIII   | 2024   | México                     | "El maestro"                               | Adrián Navarro and Eddy Valenzuela                                                       | Eddy Valenzuela                |

## Países com músicas vencedoras
- Chile: 24 vezes (14 vezes no Concurso Internacional + 9 quando o Concurso era apenas nacional)
- Itália: 10 vezes
- Espanha: 6 vezes
- Argentina: 5 vezes
- Colômbia: 2 vezes
- Canadá: 2 vezes
- Peru: 2 vezes
- Alemanha: 1 vez
- Austrália: 1 vez
- Costa Rica: 1 vez
- França: 1 vez
- Grécia: 1 vez
- Israel: 1 vez
- Países Baixos: 1 vez
- República Dominicana: 1 vez
- Uruguai: 1 vez
- Islândia: 1 vez
- México: 1 vez

### Participantes brasileiros
- Anitta (2024)
- Alexandre Pires (2005, 2020)
- Angélica (1991)
- Axé Bahia (2002)
- As Meninas (2002)
- Café com Leite (2003)
- Zezé di Camargo e Luciano (1994)
- Elba Ramalho (1988)
- Fábio Junior (1987)
- É o Tchan (1997)
- José Vasconcelos (1980)
- Leandro e Leonardo (1997)
- Márcio Greyck (1983)
- Maria Creuza (1978)
- Os Pagãos (1967)
- Porto Bahia (2003)
- Rita Lee (1985)
- Roberto Carlos (1975, 1989, 2011)
- Sandy & Junior (2003)
- Só Pra Contrariar (1999)
- Trakitán (1968)
- Xuxa (1990, 2000)